# Anfídromo
Diz-se que são anfídromos os peixes ou outros animais aquáticos que mudam várias vezes o seu habitat de água doce para salgada durante o seu ciclo de vida, normalmente por razões fisiológicas, ligadas à sua ontogenia, mas não especificamente para se reproduzirem.
As migrações dos animais aquáticos podem ser de vários tipos. Os anfídromos pertencem ao grupo dos diádromos.